# Jesse Kerrison
Jesse Kerrison (Melbourne, 3 d'abril de 1994) és un ciclista australià. Professional des del 2013, actualment milita a l'equip IsoWhey Sports SwissWellness.

## Palmarès
- 2013
  - Vencedor d'una etapa a la Volta al llac Taihu
  - Vencedor d'una etapa al Tour of the Murray River
  - Vencedor d'una etapa al North Western Tour
- 2014
  - 1r al Tour dels Aiguamolls costaners de Yancheng
  - 1r al Tour of the Murray River i vencedor de 2 etapes
  - Vencedor d'una etapa a la Volta al llac Taihu
  - Vencedor d'una etapa a l'Adelaida Tour
  - Vencedor de 2 etapes al Tour of the Great South Coast
  - Vencedor de 2 etapes al Tour del Gippsland
- 2016
  -  Campió d'Austràlia sub-23 en critèrium
  - Vencedor d'una etapa al Tour de Kumano
  - Vencedor d'una etapa al Tour de Tasmània
  - Vencedor d'una etapa al Tour of the Great South Coast